# 孙维祺
孙维祺（生卒年不詳），字以介，号起山，庐江城关人。少聪颖，九岁能作文，其学自六经三传、庄子、屈原、司马迁、班固而下，莫不渔猎精华，以发抒其文藻，每落笔洒洒数千言，风驰电掣，不可捉搦而卒，未尝轶于理法。中康熙庚午（1690年）举人、辛未（1691年）进士，历任直隶河间、涞水二县知县、由涞水解组归，优游山林，惟以著书自娱，选文不拘一体，因材造就，评语皆中肯，一时流播海内，其诗文、传说县内流传更多。著有《五经说文》、《廿一史临》、《三太史》、《四书印证》、《春秋大意》、《春秋》、《飞跃真言》等。